# Puyo
Puyo é uma cidade no Equador,é a  capital da província de Pastaza  e fica numa distância de 237Km da capital do país Quito.Foi fundada em 12 de maio de 1899.